# PGE Polska Grupa Energetyczna
PGE Polska Grupa Energetyczna (PGE SA of PGE Groep) is een energiebedrijf in Polen.
Dit bedrijf komt in de beursindex WIG 20 voor.
In Gdańsk is een stadion gebouwd in het kader van het Europees kampioenschap voetbal 2012 met de naam PGE.
PGE kan ook Pacific Gas and Electric Company betekenen, een ander Amerikaans energiebedrijf dat vaker als PG&E wordt afgekort.

## Externe link

verdeling van exploitanten van het energiedistributiesysteem in Polen, het gebied van PGE is hier donkergroen gekleurd